# Английска висша лига
Английската висша лига, известна още като Премиър лига или Премиършип (на английски: Premier League или Premiership), е дивизията от най-високо ниво в английския футбол. Висшата лига е най-гледаната спортна лига в света, както и най-богатото първенство в Европа. Тя е най-доходоносната футболна лига в света, като сборът от приходите на всички клубове участници през сезон 2007/08 възлиза на около 1,93 милиарда паунда. През сезон 2010/11 седем от 20-те клуба с най-висок годишен оборот и още четири след 20-о място в класацията на Deloitte са участници във Висшата лига. 
Учредена е в началото на 1992 г., когато клубовете в Първа английска дивизия от Футболната лига решават да се отделят от основаната през 1888 г. Футболна лига, за да се възползват от изгодна сделка за продажбата на телевизионните си права. В нея се състезават двадесет клуба, като общо 43 различни клуба са участвали поне веднъж в нея.
През 2012 г. Висшата лига подписва договор за продажбата на телевизионните права за малко над 3 млрд. британски лири за три години. 

## История

### Предпоставки
Някои събития от средата на осемдесетте години на 20 век ясно показват нуждата от фундаментални промени в организацията на английския футбол. Неговото състояние в тези години е много лошо – стадионите са в окаяно състояние, удобствата за феновете са почти нулеви, а хулиганството е развито дотолкова, че довежда до петгодишна забрана на английските отбори за участие в европейските клубни турнири.
В началото на 90-те години на 20 век английският футбол започва да възвръща позициите си. Националният отбор достига до полуфиналите на световното първенство в Италия през 1990 г., част от стадионите са реконструирани след прилагането на правилата от Репорта на Тейлър за безопасност на футболните стадиони. Това подпомага и за увеличаването на интереса от страна на феновете, което води както до по-висока посещаемост на мачовете, така и до допълнителни финансови средства от телевизионни права.

### Основаване
В края на сезон 1990/91 г. клубовете от тогавашната Първа английска дивизия взимат решение за създаването на нова лига, която финансово да се управлява от самите отбори, а спортно-технически – от Футболната асоциация. Целта е самите клубове да водят преговори със спонсори и да договарят продаването на телевизионните права на мачовете си. Официалният документ, оформящ принципите на съществуване на новата структура, е подписан на 17 юли 1991 г.
През 1992 г. всички отбори от тогавашната Първа дивизия вкупом се отцепват от Футболната лига и на 27 май 1992 г. официално създават новото дружество, наречено FA Premier League. Това нарушава структурата на английския футбол, съществувала без промяна през последните 104 години. Новата Висша лига заема мястото на върха на английската футболна пирамида, а старата Първа дивизия (която запазва името си) вече заема второто ниво във футболната йерархия. Запазени са и всички връзки между отделните дивизии (изпадащите и изкачващите се отбори между отделните нива).
Първият сезон на Висшата лига се провежда през 1992/93 г. Участие в лигата взимат 22 отбора. Футболистът на Шефилд Юнайтед Брайън Дийн вкарва първия гол в историята на Премиършип при победата на неговия отбор с 2:1 срещу Манчестър Юнайтед.
През 1995 г. броят на отборите във Висшата лига е намален на 20. Те са толкова и до днес въпреки предложенията на ФИФА за намаляването им на 18, отправени през лятото на 2006 г. 

## Структура
Висшата лига е организация, управлявана от двадесетте клуба, придобили право на участие в нея със спортните си резултати. Всеки клуб изпълнява ролята на акционер с право на един глас при взимането на решения. Клубовете избират директор, изпълнителен директор и борд на директорите, които се занимават с ежедневното управление на Висшата лига. Футболната асоциация не участва активно в управлението на лигата. Тя играе ролята на „специален акционер“ с право на вето при взимането на важни решения като избор на ръководство и промяна на правилата на провеждане на състезанията.

## Обща информация

### Състезание
Във Висшата лига се състезават 20 отбора. Всеки отбор играе срещу всеки по два пъти – веднъж на свой терен и веднъж на стадиона на противника си, което прави по 38 мача на отбор и общо 380 мача за цялата Премиършип за един сезон. В края на сезона последните три отбора отпадат в Чемпиъншип, а на тяхно място влизат първите два от по-долната дивизия, заедно с победителя от плейофите, играещи се между отборите, завършили между 3-то и 6-о място в Чемпиъншип.
Отборите, завършили на първите четири места в крайното класиране, получават правото да участват в Шампионската лига, като първите три влизат директно в груповата фаза, а четвъртият се включва в плейофите на същата надпревара, където трябва да преодолее противник в два мача, за да може също да получи право на участие в групите. Петият в Премиършип автоматично печели участие в турнира за Лига Европа, а шестият и седмият също могат да се класират в зависимост от резултатите в турнирите за двете купи: ако носителят и финалистът за ФА Къп (Купата на Англия) завършат измежду първите пет в крайното класиране във Висшата лига, то шестият отбор участва за Лига Европа. Ако носителят на Купата на Лигата е в първите пет, то мястото за Лига Европа отива за най-добре класиралия се и неспечелил дотогава място отбор в първенството. За разлика от ФА Къп, при Купата на Лигата това място не отива за финалиста. 
Отборите регистрират състави от 25 футболисти от които 17 имат право да не са „домашно израстли“ (на английски: Home Grown Players). „Домашно израстли“ са футболисти, които независимо от националността или възрастта си са били регистрирани в който и да е клуб, член на Футболната асоциация на Англия или Уелс за прекъснат или непрекъснат период от 36 месеца преди навършването на 21-годишна възраст (или края на сезона, в който навършват 21-годишна възраст). Играчи на възраст под 21 години имат право да участват дори да не са регистрирани в състава от 25 футболисти. 

### Спонсорство
От 1993 г. Висшата лига е официално спонсорирана от външни компании. Компанията-спонсор има право и да избира името на състезанието, но дотогава всички се придържат към традицията просто да добавят името си пред неизменното Премиършип. Досегашните спонсори са:
- 1993 – 2001 — Карлинг(FA Carling Premiership)
- 2001 – 2010 — Барклис (Barclaycard Premiership 2001 – '04, Barclays Premiership 2005 – '07, Barclays Premier league 2007 – '10)

## Отбори
Общо 41 отбора са взели участие във Висшата лига от нейното основаване през 1992 г. до днес. Два други клуба (Лутън Таун и Нотс Каунти) подписват споразумението за създаването на лигата през 1991 г., но изпадат в последния сезон преди създаването ѝ и не са успели да се завърнат в най-горната английска дивизия.
Шест клуба са участвали във всички сезони на Висшата лига от основаването ѝ. Това са Арсенал, Евертън, Ливърпул, Манчестър Юнайтед, Тотнъм Хотспър и Челси.

### Членове на Английска висша лига през сезон 2025/26
- Арсенал
- Астън Вила
- Борнемут
- Брайтън
- Брентфорд
- Бърнли
- Евертън
- Кристъл Палас
- Лийдс Юнайтед
- Ливърпул
- Манчестър Сити
- Манчестър Юнайтед
- Нотингам Форест
- Нюкасъл Юнайтед
- Съндърланд
- Тотнъм Хотспър
- Уест Хям Юнайтед
- Улвърхямптън
- Фулъм
- Челси

След края на сезон 2024/25 за нови членове на Висшата лига се класират първите три отбора от Чемпиъншип: Лийдс Юнайтед, Бърнли и Съндърланд на мястото на последните три от Висшата лига: Лестър Сити, Ипсуич Таун и Саутхямптън, които изпадат в Чемпиъншип.

## Призьори във Висшата лига сезони
Следващата таблица показва клубовете, печелили златните, сребърни и бронзови медали в първенството и голмайсторите по сезони от основаването на Висшата лига.
| Година  | Победител         | Втори             | Трети             | Голмайстор                                    | Клуб                                        | Г  | Треньор          |
| ------- | ----------------- | ----------------- | ----------------- | --------------------------------------------- | ------------------------------------------- | -- | ---------------- |
| 1992/93 | Манчестър Юнайтед | Астън Вила        | Норич Сити        | Теди Шерингам                                 | Тотнъм Хотспър                              | 22 | Алекс Фъргюсън   |
| 1993/94 | Манчестър Юнайтед | Блекбърн Роувърс  | Нюкасъл Юнайтед   | Анди Коул                                     | Нюкасъл Юнайтед                             | 34 | Алекс Фъргюсън   |
| 1994/95 | Блекбърн Роувърс  | Манчестър Юнайтед | Нотингам Форест   | Алън Шиърър                                   | Блекбърн Роувърс                            | 34 | Кени Далглиш     |
| 1995/96 | Манчестър Юнайтед | Нюкасъл Юнайтед   | Ливърпул          | Алън Шиърър                                   | Блекбърн Роувърс                            | 31 | Алекс Фъргюсън   |
| 1996/97 | Манчестър Юнайтед | Нюкасъл Юнайтед   | Арсенал           | Алън Шиърър                                   | Нюкасъл Юнайтед                             | 25 | Алекс Фъргюсън   |
| 1997/98 | Арсенал           | Манчестър Юнайтед | Ливърпул          | Крис Сътън Дион Дъблин Майкъл Оуен            | Лийдс Юнайтед Ковънтри Сити Ливърпул        | 18 | Арсен Венгер     |
| 1998/99 | Манчестър Юнайтед | Арсенал           | Челси             | Джими Флойд Хасълбанк Майкъл Оуен Дуайт Йорк  | Блекбърн Роувърс Ливърпул Манчестър Юнайтед | 18 | Алекс Фъргюсън   |
| 1999/00 | Манчестър Юнайтед | Арсенал           | Лийдс Юнайтед     | Кевин Филипс                                  | Съндърланд                                  | 30 | Алекс Фъргюсън   |
| 2000/01 | Манчестър Юнайтед | Арсенал           | Ливърпул          | Джими Флойд Хасълбанк                         | Челси                                       | 23 | Алекс Фъргюсън   |
| 2001/02 | Арсенал           | Ливърпул          | Манчестър Юнайтед | Тиери Анри                                    | Арсенал                                     | 24 | Арсен Венгер     |
| 2002/03 | Манчестър Юнайтед | Арсенал           | Нюкасъл Юнайтед   | Рууд ван Нистелрой                            | Манчестър Юнайтед                           | 25 | Алекс Фъргюсън   |
| 2003/04 | Арсенал           | Челси             | Манчестър Юнайтед | Тиери Анри                                    | Арсенал                                     | 30 | Арсен Венгер     |
| 2004/05 | Челси             | Арсенал           | Манчестър Юнайтед | Тиери Анри                                    | Арсенал                                     | 25 | Жозе Моуриньо    |
| 2005/06 | Челси             | Манчестър Юнайтед | Ливърпул          | Тиери Анри                                    | Арсенал                                     | 27 | Жозе Моуриньо    |
| 2006/07 | Манчестър Юнайтед | Челси             | Ливърпул          | Дидие Дрогба                                  | Челси                                       | 20 | Алекс Фъргюсън   |
| 2007/08 | Манчестър Юнайтед | Челси             | Арсенал           | Кристиано Роналдо                             | Манчестър Юнайтед                           | 31 | Алекс Фъргюсън   |
| 2008/09 | Манчестър Юнайтед | Ливърпул          | Челси             | Никола Анелка                                 | Челси                                       | 19 | Алекс Фъргюсън   |
| 2009/10 | Челси             | Манчестър Юнайтед | Арсенал           | Дидие Дрогба                                  | Челси                                       | 29 | Карло Анчелоти   |
| 2010/11 | Манчестър Юнайтед | Челси             | Манчестър Сити    | Димитър Бербатов Карлос Тевес                 | Манчестър Юнайтед Манчестър Сити            | 20 | Алекс Фъргюсън   |
| 2011/12 | Манчестър Сити    | Манчестър Юнайтед | Арсенал           | Робин ван Перси                               | Арсенал                                     | 30 | Роберто Манчини  |
| 2012/13 | Манчестър Юнайтед | Манчестър С       | Челси             | Робин ван Перси                               | Манчестър Юнайтед                           | 26 | Алекс Фъргюсън   |
| 2013/14 | Манчестър Сити    | Ливърпул          | Челси             | Луис Суарес                                   | Ливърпул                                    | 31 | Мануел Пелегрини |
| 2014/15 | Челси             | Манчестър Сити    | Арсенал           | Серхио Агуеро                                 | Манчестър Сити                              | 26 | Жозе Моуриньо    |
| 2015/16 | Лестър Сити       | Арсенал           | Тотнъм Хотспър    | Хари Кейн                                     | Тотнъм Хотспър                              | 25 | Клаудио Раниери  |
| 2016/17 | Челси             | Тотнъм Хотспър    | Манчестър Сити    | Хари Кейн                                     | Тотнъм Хотспър                              | 29 | Антонио Конте    |
| 2017/18 | Манчестър Сити    | Манчестър Юнайтед | Тотнъм            | Мохамед Салах                                 | Ливърпул                                    | 32 | Пеп Гуардиола    |
| 2018/19 | Манчестър Сити    | Ливърпул          | Челси             | Мохамед Салах Пиер-Емерик Обамеянг Садио Мане | Ливърпул Арсенал Ливърпул                   | 22 | Пеп Гуардиола    |
| 2019/20 | Ливърпул          | Манчестър Сити    | Манчестър Юнайтед | Джейми Варди                                  | Лестър Сити                                 | 24 | Юрген Клоп       |
| 2020/21 | Манчестър Сити    | Манчестър Юнайтед | Ливърпул          | Хари Кейн                                     | Тотнъм                                      | 23 | Пеп Гуардиола    |
| 2021/22 | Манчестър Сити    | Ливърпул          | Челси             | Мохамед Салах Хюн-мин Сон                     | Ливърпул Тотнъм                             | 23 | Пеп Гуардиола    |
| 2022/23 | Манчестър Сити    | Арсенал           | Манчестър Юнайтед | Ерлинг Холанд                                 | Манчестър Сити                              | 36 | Пеп Гуардиола    |
| 2023/24 | Манчестър Сити    | Арсенал           | Ливърпул          | Ерлинг Холанд                                 | Манчестър Сити                              | 27 | Пеп Гуардиола    |
| 2024/25 | Ливърпул          | Арсенал           | Манчестър Сити    | Мохамед Салах                                 | Ливърпул                                    | 29 | Арне Слот        |

## Шампиони на Англия по клубове
Следните 24 отбора са печелили най-горната дивизия в английския футбол:
- от сезон 1888/89 до 1991/92 – Първа дивизия
- от сезон 1992/93 насам – Висша лига

| Клуб               | Шампион | Години |
| ------------------ | ------- | --- |
| Манчестър Юнайтед  | 20      | 1908, 1911, 1952, 1956, 1957, 1965, 1967, 1993, 1994, 1996, 1997, 1999, 2000, 2001, 2003, 2007, 2008, 2009, 2011, 2013 |
| Ливърпул           | 20      | 1901, 1906, 1922, 1923, 1947, 1964, 1966, 1973, 1976, 1977, 1979, 1980, 1982, 1983, 1984, 1986, 1988, 1990, 2020, 2025 |
| Арсенал            | 13      | 1931, 1933, 1934, 1935, 1938, 1948, 1953, 1971, 1989, 1991, 1998, 2002, 2004                                           |
| Манчестър Сити     | 10      | 1937, 1968, 2012, 2014, 2018, 2019, 2021, 2022, 2023, 2024                                                             |
| Евертън            | 9       | 1891, 1915, 1928, 1932, 1939, 1963, 1970, 1985, 1987                                                                   |
| Астън Вила         | 7       | 1894, 1896, 1897, 1899, 1900, 1910, 1981                                                                               |
| Съндърланд         | 6       | 1892, 1893, 1895, 1902, 1913, 1936                                                                                     |
| Челси              | 6       | 1955, 2005, 2006, 2010, 2015, 2017                                                                                     |
| Нюкасъл Юнайтед    | 4       | 1905, 1907, 1909, 1927                                                                                                 |
| Шефилд Уензди      | 4       | 1903, 1904, 1929, 1930                                                                                                 |
| Блекбърн Роувърс   | 3       | 1912, 1914, 1995 |
| Лийдс Юнайтед      | 3       | 1969, 1974, 1992 |
| Улвърхемптън       | 3       | 1954, 1958, 1959 |
| Хъдърсфийлд        | 3       | 1924, 1925, 1926 |
| Бърнли             | 2       | 1921, 1960 |
| Дарби Каунти       | 2       | 1972, 1975 |
| Портсмут           | 2       | 1949, 1950 |
| Престън Норт Енд   | 2       | 1889, 1890 |
| Тотнъм Хотспър     | 2       | 1951, 1961 |
| Ипсуич Таун        | 1       | 1962 |
| Нотингам Форест    | 1       | 1978 |
| Уест Бромич Албиън | 1       | 1920 |
| Шефилд Юнайтед     | 1       | 1898 |
| Лестър Сити        | 1       | 2016 |

## Класиране в ранглистата на УЕФА

### Висша лига
| Позиция | Първенство | Коефициент |
| ------- | ---------- | ---------- |
| 1       | Висша лига | 89.160     |
| 2       | Серия А    | 79.106     |
| 3       | Ла Лига    | 73.989     |
| 4       | Бундеслига | 71.660     |
| 5       | Лига 1     | 57.879     |

Информацията е актуална към 8 август 2024 г.

### Клубно класиране
За сезон 2024/25 г. следните английски отбори са класирани сред първите 50 в Европа: 
| Позиция в Европа | Движение | Отбор             | Коефициент |
| ---------------- | -------- | ----------------- | ---------- |
| 1                | (0)      | Манчестър Сити    | 129        |
| 4                | (+1)     | ФК Ливърпул       | 102        |
| 10               | (0)      | Челси             | 81.5       |
| 17               | (-6)     | Манчестър Юнайтед | 73         |
| 18               | (+5)     | Уест Хям Юнайтед  | 69         |
| 19               | (+3)     | Арсенал           | 68         |
| 44               | (0)      | Тотнъм            | 41         |

Информацията е актуална към 29 август 2024 г.

## Футболисти
Отборите от Висшата лига имат пълната свобода да избират броя и типа играчи, които закупуват. Правилата на първенството не налагат тавани нито на количеството пари, давани за заплати, нито на броя картотекирани играчи. Единствените ограничаващи правила са тези на имиграционните власти, които издават работни визи на футболисти от държави извън Европейския съюз.
В първия кръг на първия сезон на Висшата лига през 1992 – 93 г. броят на футболистите извън Великобритания и Република Ирландия, които започват като титуляри за своите отбори, е само 11. През сезон 2000 – 01 общото количество чужденци е 36%. До сезон 2004 – 05 процентът нараства до 45%. На 29 декември 1999 г. Челси става първият отбор от Висшата лига с титулярен състав, съставен само от чужденци. На 14 февруари 2005 Арсенал излиза със състав, в който и титулярите, и резервите, общо 16 футболисти, са чужденци.
Във връзка с притесненията, че английските клубове предпочитат да купуват евтини чуждестранни играчи, вместо да развиват свои футболни школи, през 1999 г. Министерството на вътрешните работи на Обединеното кралство налага силно ограничен режим за издаване на работни визи на футболисти извън Европейския съюз. Кандидат за подобна виза трябва да докаже, че е взел участие в минимум 75% от официалните мачове на националния си отбор в предишните две години. Единственият друг начин е клубовете да докажат, че въпросният чуждестранен играч има огромен талант и би помогнал много за развитието на играта в Англия.
През 2007 г. в отбори от Висшата лига играят над 260 футболисти, които не са родом от Британските острови. За класата на голяма част от тях говори фактът, че на Световното първенство в Германия през 2006 г. играят общо 102 футболисти от отбори от Висшата лига, сред които и 21 от 23-мата национали на Англия.

### Заплати
В резултат на огромните приходи, реализирани от клубовете от телевизионни права, заплатите на футболистите нарастват много бързо в годините след основаването на Висшата лига. През първия сезон на Премиършип средната годишна заплата на един футболист е £75 000. През сезон 2003/04 средната заплата за играч от Висшата лига достига £90 000 седмично. През 2013 г. най-високите заплати на играчи във Висшата лига са около £250 000 седмично, докато заплатата на повечето футболисти е между £25 000 и £30 000. 

### Трансферни рекорди
През годините рекордна сума е плащана за следните трансфери:
| Сума £      | Година         | Футболист            | Напуска           | Закупен от        |
| ----------- | -------------- | -------------------- | ----------------- | ----------------- |
| 3 300 000   | юни 1992       | Алън Шиърър          | Саутхямптън       | Блекбърн Роувърс  |
| 3 750 000   | юни 1993       | Рой Кийн             | Нотингам Форест   | Манчестър Юнайтед |
| 5 000 000   | юли 1994       | Крис Сътън           | Норич Сити        | Блекбърн Роувърс  |
| 7 000 000   | януари 1995    | Анди Коул            | Нюкасъл Юнайтед   | Манчестър Юнайтед |
| 7 500 000   | юни 1995       | Денис Бергкамп       | Интер             | Арсенал           |
| 8 500 000   | юли 1995       | Стан Колимор         | Нотингам Форест   | Ливърпул          |
| 15 000 000  | юли 1996       | Алън Шиърър          | Блекбърн Роувърс  | Нюкасъл Юнайтед   |
| 18 000 000  | ноември 2000   | Рио Фърдинанд        | Уест Хям Юнайтед  | Лийдс Юнайтед     |
| 19 000 000  | май 2001       | Рууд ван Нистелрой   | ПСВ Айндховен     | Манчестър Юнайтед |
| 28 100 000  | май 2001       | Хуан Себастиан Верон | Лацио             | Манчестър Юнайтед |
| 29 000 000  | юли 2002       | Рио Фърдинанд        | Лийдс Юнайтед     | Манчестър Юнайтед |
| 30 000 000  | август 2004    | Уейн Руни            | Евертън           | Манчестър Юнайтед |
| 30 000 000  | август 2006    | Андрий Шевченко      | Милан             | Челси             |
| 31 750 000  | септември 2008 | Димитър Бербатов     | Тотнъм Хотспър    | Манчестър Юнайтед |
| 32 500 000  | септември 2008 | Робиньо              | Реал Мадрид       | Манчестър Сити    |
| 47 000 000  | юли 2010       | Карлос Тевес         | Манчестър Юнайтед | Манчестър Сити    |
| 50 000 000  | януари 2011    | Фернандо Торес       | Ливърпул          | Челси             |
| 75 000 000  | август 2014    | Анхел Ди Мария       | Реал Мадрид       | Манчестър Юнайтед |
| 76 000 000  | август 2015    | Кевин Де Бройне      | Волфсбург         | Манчестър Сити    |
| 105 000 000 | август 2016    | Пол Погба            | Ювентус           | Манчестър Юнайтед |
| 113 000 000 | август 2021    | Ромелу Лукаку        | Интер             | Челси             |
| 117 500 000 | август 2021    | Джак Грийлиш         | Астън Вила        | Манчестър Сити    |
| 121 000 000 | януари 2023    | Енцо Фернандес       | Бенфика           | Челси             |
| 125 000 000 | юни 2025       | Флориан Вирц         | Байер Леверкузен  | Ливърпул          |

## Почетни листи
- Само Висша лига от сезон 1992 – 93 насам.

| #  | Име            | Период      | Мача | Гола |
| -- | -------------- | ----------- | ---- | ---- |
| 1  | Гарет Бари     | 1998 – 2020 | 653  | 54   |
| 2  | Джеймс Милнър  | 2002 –      | 638  | 57   |
| 3  | Райън Гигс     | 1990 – 2014 | 632  | 109  |
| 4  | Франк Лампард  | 1995 – 2015 | 609  | 177  |
| 5  | Дейвид Джеймс  | 1998 – 2014 | 572  | 0    |
| 6  | Гари Спийд     | 1992 – 2008 | 535  | 81   |
| 7  | Емил Хески     | 1994 – 2012 | 516  | 110  |
| 8  | Марк Шварцер   | 1996 – 2016 | 514  | 0    |
| 9  | Джейми Карагър | 1996 – 2013 | 508  | 4    |
| 10 | Фил Невил      | 1995 – 2013 | 505  | 9    |

| #  | Име                   | Период      | Гола | Мача | Гола % |
| -- | --------------------- | ----------- | ---- | ---- | ------ |
| 1  | Алън Шиърър           | 1992 – 2006 | 260  | 441  | 0,59   |
| 2  | Хари Кейн             | 2012 – 2023 | 213  | 320  | 0,66   |
| 3  | Уейн Руни             | 2002 – 2018 | 208  | 491  | 0,42   |
| 4  | Анди Коул             | 1992 – 2008 | 187  | 414  | 0,45   |
| 5  | Мохамед Салах         | 2014 –      | 187  | 302  | 0,62   |
| 6  | Серхио Агуеро         | 2011 – 2021 | 184  | 275  | 0,66   |
| 7  | Франк Лампард         | 1995 – 2015 | 177  | 609  | 0,29   |
| 8  | Тиери Анри            | 1999 – 2012 | 175  | 258  | 0,68   |
| 9  | Роби Фаулър           | 1993 – 2009 | 163  | 379  | 0,43   |
| 10 | Джърмейн Дефо         | 2001 – 2019 | 162  | 496  | 0,33   |
| 11 | Майкъл Оуен           | 1996 – 2013 | 150  | 326  | 0,46   |
| 12 | Лес Фердинанд         | 1992 – 2005 | 149  | 351  | 0,42   |
| 13 | Теди Шерингам         | 1992 – 2007 | 146  | 418  | 0,35   |
| 14 | Джейми Варди          | 2014 – 2025 | 145  | 342  | 0,42   |
| 15 | Робин ван Перси       | 2004 – 2015 | 144  | 280  | 0,51   |
| 16 | Джими Флойд Хасълбанк | 1997 – 2007 | 127  | 288  | 0,44   |
| 17 | Хюн-мин Сон           | 2015 – 2025 | 127  | 333  | 0,38   |
| 18 | Роби Кийн             | 1999 – 2012 | 126  | 349  | 0,36   |
| 19 | Никола Анелка         | 1996 – 2014 | 125  | 364  | 0,34   |
| 20 | Дуайт Йорк            | 1989 – 2009 | 123  | 375  | 0,33   |

### Голмайстори по сезони
| Сезон     | Голмайстор                                    | Клуб                                     | Гола |
| --------- | --------------------------------------------- | ---------------------------------------- | ---- |
| 1992 – 93 | Теди Шерингам                                 | Тотнъм Хотспър                           | 22   |
| 1993 – 94 | Анди Коул                                     | Нюкасъл Юнайтед                          | 34   |
| 1994 – 95 | Алън Шиърър                                   | Блекбърн Роувърс                         | 34   |
| 1995 – 96 | Алън Шиърър                                   | Блекбърн Роувърс                         | 31   |
| 1996 – 97 | Алън Шиърър                                   | Нюкасъл Юнайтед                          | 25   |
| 1997 – 98 | Крис Сътън Дион Дъблин Майкъл Оуен            | Блекбърн Роувърс Ковънтри Сити Ливърпул  | 18   |
| 1998 – 99 | Джими Флойд Хасълбанк Майкъл Оуен Дуайт Йорк  | Лийдс Юнайтед Ливърпул Манчестър Юнайтед | 18   |
| 1999 – 00 | Кевин Филипс                                  | Съндърланд                               | 30   |
| 2000 – 01 | Джими Флойд Хасълбенк                         | Челси                                    | 23   |
| 2001 – 02 | Тиери Анри                                    | Арсенал                                  | 24   |
| 2002 – 03 | Рууд ван Нистелрой                            | Манчестър Юнайтед                        | 25   |
| 2003 – 04 | Тиери Анри                                    | Арсенал                                  | 30   |
| 2004 – 05 | Тиери Анри                                    | Арсенал                                  | 25   |
| 2005 – 06 | Тиери Анри                                    | Арсенал                                  | 27   |
| 2006 – 07 | Дидие Дрогба                                  | Челси                                    | 20   |
| 2007 – 08 | Кристиано Роналдо                             | Манчестър Юнайтед                        | 31   |
| 2008 – 09 | Никола Анелка                                 | Челси                                    | 19   |
| 2009 – 10 | Дидие Дрогба                                  | Челси                                    | 29   |
| 2010 – 11 | Димитър Бербатов Карлос Тевес                 | Манчестър Юнайтед Манчестър Сити         | 20   |
| 2011 – 12 | Робин ван Перси                               | Арсенал                                  | 30   |
| 2012 – 13 | Робин ван Перси                               | Манчестър Юнайтед                        | 26   |
| 2013 – 14 | Луис Суарес                                   | Ливърпул                                 | 31   |
| 2014 – 15 | Серхио Агуеро                                 | Манчестър Сити                           | 26   |
| 2015 – 16 | Хари Кейн                                     | Тотнъм Хотспър                           | 25   |
| 2016 – 17 | Хари Кейн                                     | Тотнъм Хотспър                           | 29   |
| 2017 – 18 | Мохамед Салах                                 | Ливърпул                                 | 32   |
| 2018 – 19 | Мохамед Салах Пиер-Емерик Обамеянг Садио Мане | Ливърпул Арсенал Ливърпул                | 22   |
| 2019 – 20 | Джейми Варди                                  | Лестър                                   | 23   |
| 2020 – 21 | Хари Кейн                                     | Тотнъм Хотспър                           | 23   |
| 2021 – 22 | Мохамед Салах Хюн-Мин Сон                     | Ливърпул Тотнъм Хотспър                  | 23   |
| 2022 – 23 | Ерлинг Холанд                                 | Манчестър Сити                           | 36   |
| 2023 – 24 | Ерлинг Холанд                                 | Манчестър Сити                           | 27   |
| 2024 – 25 | Мохамед Салах                                 | Ливърпул                                 | 29   |

## Българите във Висшата лига
| Футболист         | Период      | Мача | Гола | Отбор(и)                                | Дебют |
| ----------------- | ----------- | ---- | ---- | --------------------------------------- | --- |
| Бончо Генчев      | 1992 – 1995 | 61   | 6    | Ипсуич Таун                             | 26 декември 1992 г. Арсенал – Ипсуич Таун 0:0 30 минути, влиза на мястото на Пол Годард в 60-ата минута            |
| Радостин Кишишев  | 2000 – 2007 | 179  | 2    | Чарлтън Атлетик                         | 19 август 2000 г. Чарлтън – Манчестър Сити 4:0 90 минути                                                           |
| Светослав Тодоров | 2000 – 2007 | 120  | 44   | Уест Хям Юнайтед Портсмут Уигън Атлетик | 3 февруари 2001 г. Ливърпул – Уест Хям 3:0 17 минути, влиза на мястото на Фредерик Кануте в 73-та минута           |
| Димитър Бербатов  | 2006 – 2014 | 211  | 90   | Тотнъм Хотспър Манчестър Юнайтед Фулъм  | 19 август 2006 г. Болтън Уондърърс – Тотнъм Хотспър 2:0 90 минути                                                  |
| Стилиян Петров    | 2006 – 2012 | 186  | 9    | Астън Вила                              | 10 септември 2006 г. Уест Хям – Астън Вила 1:1 90 минути                                                           |
| Мартин Петров     | 2007 – 2012 | 118  | 16   | Манчестър Сити Болтън Уондърърс         | 11 август 2007 г. Уест Хям – Манчестър Сити 0:2 90 минути                                                          |
| Валери Божинов    | 2007 – 2010 | 11   | 1    | Манчестър Сити                          | 11 август 2007 година Уест Хям – Манчестър Сити 0:2 29 минути, влиза на мястото на Роландо Бианки в 61-вата минута |
| Станислав Манолев | 2013        | 5    | 0    | Фулъм                                   | 9 февруари 2013 г. Норич – Фулъм 0:0 90 минути                                                                     |
| Александър Тонев  | 2013 – 2015 | 2    | 0    | Астън Вила                              | 21 август 2013 г. Челси – Астън Вила 2:1 8 минути, влиза на мястото на Карим Ел Ахмади в 82-рата минута            |
| Илия Груев        | 2025 –      | 1    | 0    | Лийдс Юнайтед                           | 18 август 2025 г. Лийдс – Евертън 1:0 12 минути, влиза на мястото на Итън Ампаду в 78-мата минута                  |